# Dżałka
Dżałka (ros. Джалка) – wieś w Rosji, w Czeczenii, w rejonie gudermeskim. W 2010 liczyła 7415 mieszkańców.